# Братья чистоты

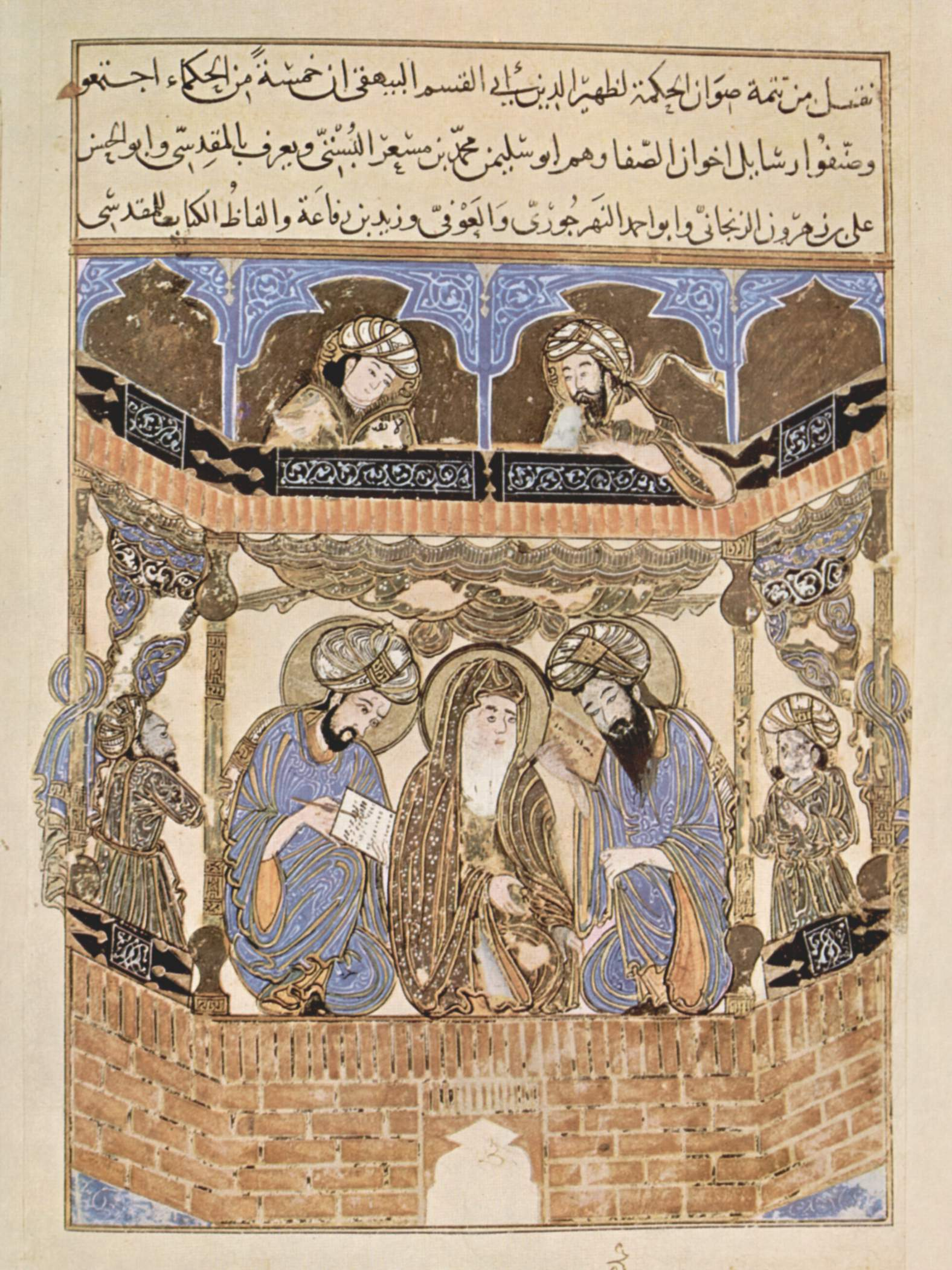
Послания братьев чистоты — арабская рукопись XII столетия

Братья чистоты, или Чистые братья (араб. إخوان الصفا‎, Ихван ас-Сафа) — основанное в X веке в Басре тайное мусульманское научное сообщество. Наиболее крупными представителями были Абу Сулейман Мухаммад ибн Мушир аль-Бусти, Абу-ль-Хасан Али ибн Харун аз-Занджани, Мухаммад ибн Ахмад ан-Нахраджури, Абу-ль-Хасан аль-Ауфи и Зайд ибн Рифа‘а. Помимо Басры, работали в Багдаде, Нишапуре, Самарканде. Придерживались исмаилизма, ставили своей целью распространение философских и научных знаний с целью искоренения пороков современного им общества.
«Братья чистоты» считали, что человек достигает подлинного счастья только через разум, познавший истину. Вслед за аль-Кинди они полагали, что истина достигается не индивидуальными, а коллективными усилиями мудрецов на протяжении истории всего человечества. «Братья чистоты» не отвергали религию ислама и шариат как средство регулирования общественной жизни, подходящее для непросвещённых людей, владеющих только внешним знанием. Однако помимо такого знания есть ещё знание скрытое, и именно оно открывает истину и путь к постижению и умножению добра.
Их сочинения собраны в коллективном энциклопедическом труде «Послания братьев чистоты и друзей верности». В него входят 52 трактата, разделённые на четыре части: 14 трактатов по математическим наукам и логике, 17 трактатов по естествознанию, 10 трактатов о душе и разуме, 11 трактатов о божественных законах и шариате.